# Церква Стрітення Господнього (Львів)
Це́рква Стрі́тення Госпо́днього (колишній костел Матері Божої Громничої монастиря кармеліток босих) — культова споруда, пам'ятка архітектури у Львові на вулиці Винниченка, 30а.

## Історія
Костел Матері Божої Громничої та монастир кармеліток босих зведені на «ґрунтах», наданих Якубом Собеським і його дружиною Теофілією з Даниловичів. Початково споруди були дерев'яними.
Проєкт мурованого кам'яного костелу розробив італійський архітектор Джованні Баттиста Джизлені у 1642 році. Зразком послужив фасад храму Санта Сусанна в Римі, архітектора Карло Мадерно. Будівництво розпочато 1644 року і велося під керівництвом Яна Годного. Від 1683 року будівництвом керував Томаш Дубінський. Спорудження з перервами тривало від 1644 до 1692 року. Завершено завдяки фундації короля Яна III Собеського. Початково освячений як Костел Матері Божої з Лоретто.
Наприкінці XVIII століття австрійська влада закрила костел і розмістила у ньому склад. Повернутий римо-католицькій церкві 1842 року на прохання львівського архієпископа Франтішека де Паула Піштека. Костел було наново посвячено Матері Божій Громничій (Стрітенню Господньому). У XIX столітті в криптах храму поховано трьох львівських латинських архієпископів — Франтішека де Паула Піштека, Лукаша Баранецького і Францішека Ксаверія Вешхлейського. 1940 року частину монастиря передано Львівському державному медичному інститутові. Костел і монастир продовжували діяти до 1946 року, коли увесь комплекс був переданий військовим. 1976 року храм передано для влаштування у ньому експозиції обласному управлінню якості, метрології та стандартизації (нині ДП «Науково-дослідний інститут „Система“»). В часи незалежності храм передано в користування Українській греко-католицькій церкві. 2009 року каплицю при храмі, передано в користування Римо-католицькій церкві. В храмі почергово проводили богослужіння за східним (греко-католики) та західним (римо-католики) обрядом.
Через конфлікт, який виник між парафіями двох конфесій, віряни 3 березня 2019 року провели збори, на яких вирішили перейти до Православної церкви України, але у подальшому відмовився від переходу. Через загрозу передачі храму римо-католикам, парафія вирішила привернути увагу до проблеми таким способом. Після завірення, що храм Стрітення Господнього не передадуть римо-католикам, парафія залишилась у лоні УГКЦ.

## Архітектура
Храм розташований на парній стороні вулиці Винниченка, виходячи на неї головним фасадом. Збудований з цегли та частково з тесаного каменю. Однонавовий з трансептом, в плані має форму хреста. Зорієнтований на осі захід-схід. Монастир примикає до храму із півдня та сходу і має власне внутрішнє подвір'я. На перетині трансепта з навою храму розміщено невеликий купол, увінчаний сигнатуркою з хрестом. Кожне крило трансепта перекрите одним хрестовим склепінням. Презбітерій прямокутний в плані, вужчий від нави, піднятий відносно неї на одну сходинку, перекритий одним пряслом хрестового склепіння. Зліва від пресвітерія прибудовано захристя, справа — каплицю, до котрої вхід влаштовано з трансепта. Каплиця перекрита п'ятьма пряслами хрестових склепінь. З обох боків у каплиці під самими склепіннями прорізано по 3 вікна. Фасад храму розділений на два яруси карнизом, фризом і архітравом. В нішах першого ярусу стоять декоративні вази, а на другому — скульптурні постаті св. Йосифа і св. Терези, виконані у 1688 році Андреасом Шванером. Портал фланкований двома колонами, що підтримують фриз із тригліфами і трикутний фронтон. Другий ярус розчленований чотирма пілястрами, фланкований кам'яними волютами і завершений трикутним тимпаном із хрестом. Тимпан оздоблений гербами Собеських і Даниловичів, які колись були позолоченими, як і надпис таблиці над порталом.

## Внутрішній вистрій
Відомо, що три вівтарі мав ще перший дерев'яний храм. Розписи і оздоблення кам'яного храму були знищені після зайняття його військовими наприкінці XVIII століття. По поверненні будівлі 1842 року Римо-католицькій церкві, проведено реставрацію. Наприкінці XIX століття фірма Яна Слівінського змонтувала невеликий орган. Петром Війтовичем виготовлено бічний вівтар святого Йосифа (1916), а пізніше — другий бічний вівтар Матері Божої Покровительки (після 1925). У 1929—1931 роках виконано ремонтні роботи у монастирі і зокрема у каплиці, що прилягає до костелу. В каплиці встановлено вівтар Матері Божої Неустанної помочі. Внутрішні розписи каплиці виконано Яном Розеном і його учнем Казимиром Смучаком. У костелі встановлено новий алебастровий головний вівтар, виконаний за проєктом Юзефа Шостакевича на фабриці алебастрових виробів у Журавно. Скульптури головного вівтаря виконала Ядвіґа Городиська (знищені 1979 року). 1976 року фахівцями Українського регіонального спеціалізованого науково-реставраційного інституту «Укрзахідпроектреставрація» проведено реставрацію фресок у каплиці, з костелу прибрано усі предмети культу, частину скульптур передано до музею «Олеський замок», а деякі предмети передано до львівського музею історії релігії. Із крипт забрано труни латинських архієпископів.